# Capo Long Barrow

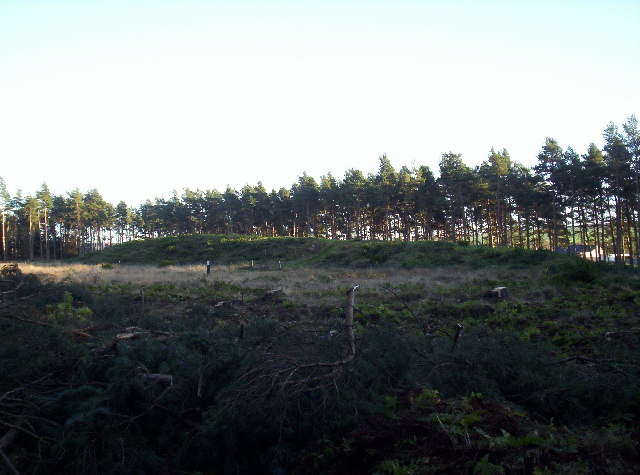
Blick entlang des Langhügels

Capo Long Barrow ist ein trapezoider West-Ost-orientierter Erdhügel aus neolithischer Zeit. Er liegt in einer Lichtung bei der Upper North Water Bridge, unweit des Flusses North Esk, etwa acht Kilometer südwestlich von Laurencekirk in Aberdeenshire in Schottland.
Der etwa 80 Meter lange und 2,5 Meter hohe Hügel ist am Ostende 28 und am Westende 10 Meter breit. Es ist einer der besterhaltenen Nichtmegalithische Langhügel im Nordosten Schottlands. Eine topographische Felduntersuchung mit Bodenradar hat 1999 erste Details über den Hügel und seine Umgebung erbracht. Einige Elemente der inneren Struktur des Long Barrow bestätigen, dass Capo eine ähnliche Morphologie aufweist wie der in der Nähe liegende und ausgegrabene Hügel im einen Kilometer entfernten nördlicher gelegenen Dalladies.

## Lesefunde
Abschläge des roten, so genannten „Buchan-Feuersteins“ und weiße, gelbe und gelbbraune Abschläge wurden am Hügel gefunden.